# Alogija
U psihologiji, alogija je „siromaštvo govora“ ili lakonsko izražavanje. Alogija je povezana sa shizofrenijom, demencijom, teškom depresijom i autizmom. Kao simptom, alogija se često pojavljuje u osoba sa shizofrenijom ili shizotipnim poremećajem te je negativan simptom shizofrenije. Alogija često čini psihoterapiju teškom zbog „slabih“ odgovora pacijenta.

## Shizofrenija
Premda je alogija simptom mnogih bolesti, najčešće ju povezujemo sa shizofrenijom. Shizofrenija je teška duševna bolest karakterizirana psihozom (deluzije i halucinacije), bizarnim ponašanjem i zaravnjenim afektom.
Alogija je jedan od glavnih dijagnostičkih znakova shizofrenije. „Teška“ alogija jest znak lošije prognoze.